# Маска за анестезију
Маска за анестезију је посебно дизајнирано медицинско средство намењено за каналисање гасова за анестезију или мешавину кисеоника према пацијенату током инхалационе анестезије или терапије кисеоником преко уста или носа.
Израђује се од материјала за вишекратну употребу (након обавезне дезинфекције) или материјала намењеног за једнократну употребу (на једном пацијенту за потребе лечења), након којег се складишти као медицински отпад.

## Намена
Употребљава се у болничким условима и службама хитне помоћи од стране обученог особља, паралелно са системима за анестезију и вентилаторима за дисање.

## Примена
Маске за анестезију је као и остала медицинска средства за вишекратну употребу (гумена или силиконска маска) једнократну употребу, на једном пацијенту за потребе лечења. 
Препоручује се да се иста маска корсити максимално до 7 дана или у складу са локалним болничким прописима за спречавање унутарболничких (интрахоспиталних) инфекција.

## Врсте

### Гумена и силиконска маска
Силиконска и Гумена кисеоничка маска је знатно тежа од пластичне, али захваљујући еластичности силиконске масе и специјалном дизајну обезбеђују добро приањање маске уз кожу лица, и спречава „цурење“ гаса између лица и маске, што је од посебног значаја у току анестезије или лечења кисеоником.
Добре стране
Добре стране ових маски је та што омогућава; 
- Правилно дозирање гаса (најчешће кисеоника или мешавине гасова), преко уређаја за контролу протока.
- Минималан губитак гаса (кисеоника или анестетика),
- Употребу кисеоника под повишеним притиском
- Херметичност маске (од продора гасова из атмосфере у дисајне путеве).

### Маска без латекса
Карактеристике маска за анестезију без латекса су следеће:
- Маска је безбојна, са провидном ПВЦ шкољком која омогућава јасну визуелну контролу
- У маску је уграђен јастучић за лагано надувавање, који омогућава мекано приањање маске према контурама лица пацијента
- Величине 1-5 су са четворокраком краком за повезивање са појасом за главу
- Маска може бити са мирисом, или без њега, како би ублажила стрес код појединих пацијената који први пут треба да носе маску, као и да се прикрије непријатан мирис пластике.

## Величина маске
Маска која се примењује у анестезији израђује се у различитим величинама, према доњој табели.
Величине маски за анестезију
| Ознака | Намена   | Величина   | Подврсте                                               |
| ------ | -------- | ---------- | ------------------------------------------------------ |
| о      | Неонатус | Неонатална | Женска са конектором од 15 mm (у складу са ИСО 5356-1) |
| 1      | Деца     | Мала (М)   | Женска са конектором од 15 mm (у складу са ИСО 5356-1) |
| 2      | Деца     | Средња (С) | Женска са конектором од 22 mm (у складу са ИСО 5356-1) |
| 3      | Деца     | Велика (Л) | Женска са конектором од 22 mm (у складу са ИСО 5356-1) |
| 4      | Одрасли  | Стандардна | Женска са конектором од 22 mm (у складу са ИСО 5356-1) |
| 5      | Одрасли  | Велика     | Женска са конектором од 22 mm (у складу са ИСО 5356-1) |